# Abzählbarkeitsaxiom
Im mathematischen Teilgebiet der Topologie gibt es zwei Endlichkeitsbedingungen an die betrachteten Räume, die als erstes bzw. zweites Abzählbarkeitsaxiom bezeichnet werden. Räume, die ein Abzählbarkeitsaxiom erfüllen, können aus topologischer Sicht als „klein“ gelten.
Eingeführt wurden diese beiden Abzählbarkeitseigenschaften von Felix Hausdorff in seiner Monografie Grundzüge der Mengenlehre aus dem Jahr 1914.

## Erstes Abzählbarkeitsaxiom
Ein topologischer Raum {\displaystyle X}  erfüllt das erste Abzählbarkeitsaxiom  genau dann, wenn jeder Punkt  {\displaystyle x\in X} eine höchstens abzählbare Umgebungsbasis besitzt.
Ein Raum, der das erste Abzählbarkeitsaxiom erfüllt, wird erstabzählbar genannt.

### Eigenschaften
Das erste Abzählbarkeitsaxiom ist eine lokale Eigenschaft, d. h., ist {\displaystyle \{V_{i}\}} eine offene Überdeckung von {\displaystyle X}, so dass jedes {\displaystyle V_{i}} mit der Teilraumtopologie das erste Abzählbarkeitsaxiom erfüllen, dann gilt das erste Abzählbarkeitsaxiom auch für {\displaystyle X}.
Konvergente Folgen sind in Räumen, die das erste Abzählbarkeitsaxiom nicht erfüllen, sehr viel weniger nützlich. Beispielsweise ist in derartigen Räumen ein Punkt des Abschlusses einer Teilmenge {\displaystyle U} nicht notwendigerweise Grenzwert einer Folge von Elementen aus {\displaystyle U}. Um abgeschlossene Mengen durch Grenzwerte zu beschreiben, müssen in solchen Räumen Moore-Smith-Folgen (Netze) oder Filter betrachtet werden.

## Zweites Abzählbarkeitsaxiom
Ein topologischer Raum {\displaystyle X}  erfüllt das zweite Abzählbarkeitsaxiom  genau dann, wenn seine Topologie eine höchstens abzählbare Basis besitzt.
Ein Raum, der das zweite Abzählbarkeitsaxiom erfüllt, wird zweitabzählbar genannt.

### Eigenschaften
- Das zweite Abzählbarkeitsaxiom impliziert das erste. Denn in einem topologischen Raum {\displaystyle X} mit höchstens abzählbarer Basis {\displaystyle {\mathcal {B}}} ist für jeden Punkt {\displaystyle x\in X} das Mengensystem {\displaystyle {\mathcal {B_{x}}}:=\{O\in {\mathcal {B}}\mid x\in O\}}  eine höchstens abzählbare  Umgebungsbasis von {\displaystyle x}.[2]

- Jeder zweitabzählbare topologische Raum ist auch separabel, d. h., er besitzt eine höchstens abzählbare dichte Teilmenge. Diese kann man konstruieren, indem man aus jeder (nichtleeren) Basismenge ein Element auswählt.
- Das zweite Abzählbarkeitsaxiom überträgt sich auf beliebige Teilmengen, d. h., jede Teilmenge eines zweitabzählbaren Raumes wird mit der induzierten Topologie wieder ein zweitabzählbarer topologischer Raum. Man beachte, dass Teilmengen separabler Räume im Allgemeinen nicht separabel sein müssen.
- Ein aus höchstens abzählbar vielen zweitabzählbaren topologischen Räumen gebildeter Produktraum ist ebenfalls zweitabzählbar.
- Jeder zweitabzählbare topologische Raum ist ein Lindelöf-Raum.
- Ein topologischer Raum ist genau dann zweitabzählbar, wenn er eine abzählbare Subbasis besitzt.

## Beispiele
- Jeder (pseudo-)metrische Raum erfüllt das erste Abzählbarkeitsaxiom, da zu jedem Punkt die {\displaystyle \varepsilon }-Umgebungen mit {\displaystyle \varepsilon =1,1/2,1/3,\ldots } eine abzählbare Umgebungsbasis bilden.
- Ein (pseudo-)metrischer Raum erfüllt genau dann das zweite Abzählbarkeitsaxiom, wenn er separabel ist.
- Die Menge der reellen Zahlen und alle endlichdimensionalen reellen Vektorräume mit ihrer üblichen Topologie (als normierte Räume) erfüllen beide Abzählbarkeitsaxiome, eine abzählbare Basis der Topologie bilden zum Beispiel die Kugeln mit rationalen Mittelpunktskoordinaten und rationalem Durchmesser.
- Jeder diskrete Raum erfüllt das erste Abzählbarkeitsaxiom, da jeder Punkt eine Umgebungsbasis bestehend aus einer einzigen einelementigen Menge besitzt. Eine überabzählbare Menge versehen mit der diskreten Topologie erfüllt das zweite Abzählbarkeitsaxiom nicht.
- Jeder topologische Raum mit endlich vielen offenen Mengen erfüllt beide Abzählbarkeitsaxiome. Dies gilt insbesondere für jeden endlichen topologischen Raum (wie etwa den Sierpiński-Raum), aber auch für jeden topologischen Raum mit Klumpentopologie.
- Die Sorgenfrey-Gerade erfüllt das erste Abzählbarkeitsaxiom und ist separabel, erfüllt aber nicht das zweite Abzählbarkeitsaxiom.